# Chōko Mabuchi
Pour les articles homonymes, voir Mabuchi.
Chōko Mabuchi (馬淵 テフ子, Mabuchi Chōko), née le 5 juin 1911 à Hirosaki et morte le 23 février 1985, est une pionnière de l'aviation japonaise. Sa collègue Kiku Nishizaki et elle sont en novembre 1933 les premières femmes à franchir la mer du Japon aux commandes d'un avion.

## Jeunesse, études et ambitions olympiques
Chōko nait le 5 juin 1911 à Hirosaki, dans la préfecture d'Aomori. La carrière militaire de son père la conduit à déménager à plusieurs reprises, notamment à Osaka. Sa morphologie précoce (1,68 m pour 62 kg à l'âge de neuf ans) lui permet d'intégrer rapidement le Collège japonais d'éducation physique féminine. À l'issue, elle obtient un poste de professeur d'éducation physique dans une école de Yokohama, tout en remportant de nombreuses compétitions de lancer du disque, la faisant rêver des jeux Olympiques d'Été de 1932.
Mais elle est éliminée lors de la phase finale de la sélection nationale. Pour l'aider à surmonter la dépression qui s'ensuit, sa condisciple Kiyoko Nagayama la convainc en mai 1933 de s'inscrire avec elle à l'École d'aviation asiatique. Ce centre de formation, rebaptisé peu après Laboratoire d'aviation d'Ando (安藤飛行機研究所, Andō Hikōki Kenkyusho), a été ouvert plus tôt dans l'année par le pionnier de l'aéronautique Kinjirō Īnuma qui cherche à étendre à la formation sa nouvelle entreprise de construction d'avions.
C'est là qu'elle fait la connaissance de Kiku Nishizaki (née Matsumoto).

## L'aviatrice
En mars 1934, Chōko devient la treizième (ou dix-huitième selon les sources) japonaise à obtenir sa licence de pilote. En avril, elle vole en solo vers le mont Kurotake sur la péninsule d'Izu, dans un hommage à son aînée Park Kyung-won, décédée quelques mois plus tôt sur cette montagne après le crash de son avion, pris par la tempête au dessus d'Hakone.
En juillet, Choko Mabuchi, Kiku Nishizawa et deux autres femmes pilotes fondent le Club des aviatrices du Japon (日本女子飛行士俱樂部, Nihon Joshi Hikoshi Kurabu).
Aux commandes d'un Salmson 2, elle rallie Tokyo à Kazuno dans la préfecture d'Akita.

### Le vol vers la Mandchourie

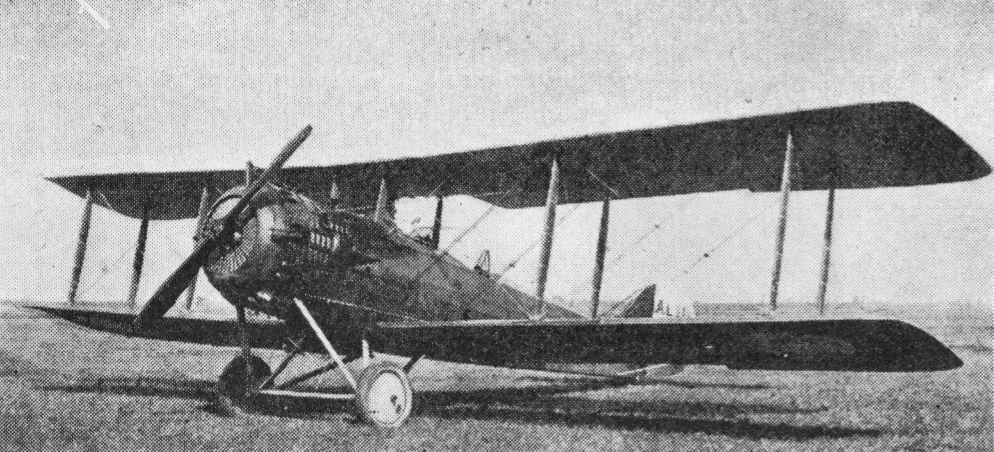
Le Salmson2, un biplan français.

Le 26 octobre 1933, Chōko Mabuchi et Kiku Nishikazi s'envolent de Tokyo pour la Mandchourie, chacune à bord de son Salmson 2. Son avion est baptisé Papillon jaune — d'après une traduction de son prénom —, comme celui de Kiku porte le nom de Chrysanthème blanc. Un officier navigant complète chaque équipage, mais les deux femmes sont aux commandes. L'expédition est destinée à célébrer l'amitié entre la Mandchourie et le Japon, et emporte des messages du gouverneur de la préfecture de Kanagawa, du maire de Yokohama, des textes et des dessins d'enfants, entre autres.
La traversée de la mer du Japon leur prend neuf jours. Kiku se pose à Changchun le 4 novembre, rejointe le lendemain par Chōko qu'une avarie de son appareil a contrainte à un atterrissage forcé en chemin. À leur retour au Japon, elles sont traitées en héroïnes de l'aviation et leur exploit leur vaut en octobre 1934 le Trophée Harmon.

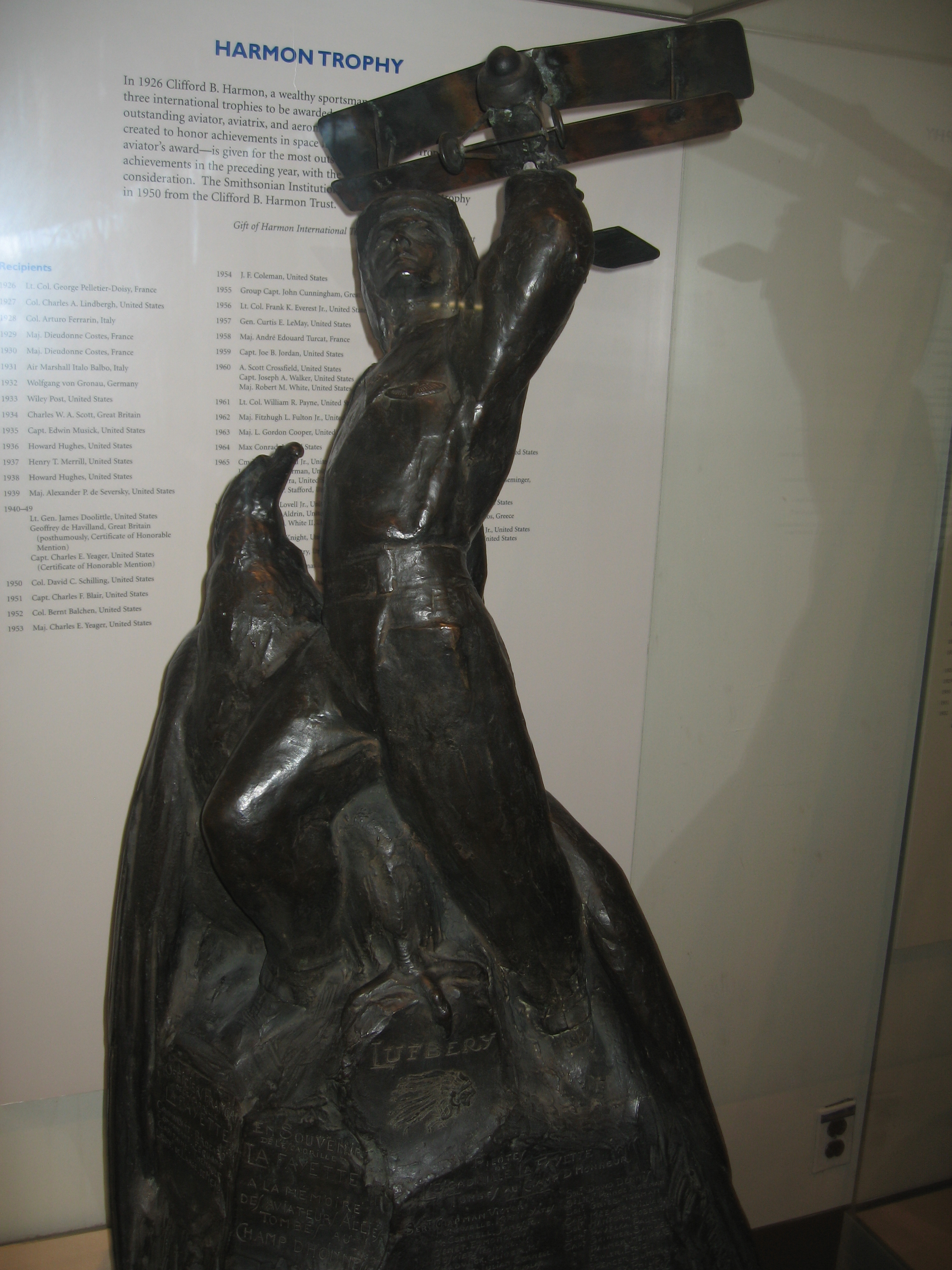
Trophée Harmon des aviateurs.

Mais la déclaration de la seconde guerre sino-japonaise met fin à sa carrière de pilote, l'obligeant à renoncer notamment à son projet de vol vers l'Allemagne : toutes les aviatrices sont relevées de leur fonction en 1937.

## Carrière d'enseignante
Chōko Mabuchi reprend alors l'enseignement de l'éducation physique. Elle retrouve et prend en charge son amie Kiyoko Nagayama, qu'un accident d'avion a laissée hémiplégique.
En 1944, les deux femmes évacuent Tokyo sous les bombardements américains, et s'installent dans la préfecture de Shizuoka. Elles y vivront ensemble plusieurs années.
Chōko meurt le 23 février 1985 à Itō dans la préfecture de Shizuoka, à l'âge de 73 ans. Elle repose au cimetière de Tama dans la banlieue de Tokyo.

## Voir aussi